# ASROC
Il missile RUR-5 ASROC (Anti Submarine ROCket, razzo antisommergibile) è un semplice ma diffuso missile ASW, armato con i siluri Mk 44 oppure Mk 46. È un'arma compatta, lanciabile da lanciatori ottupli Mk 112 e Mk 16 oppure dalle rampe Mk 10 e Mk 26 GMLS (Guided Missile Launching System).
La sua forza è stata la semplicità complessiva data dall'assenza di ricerca di prestazioni eccessive, per le quali sarebbero stati più adatti elicotteri o velivoli imbarcati che sono dotati di un maggiore raggio d'azione. Il primo lanciatore impiegato è stato un dispositivo Mk 112 "Matchbox" che per la sua somiglianza è soprannominato "scatola di fiammiferi".

## Sviluppo
Lo sviluppo dell'ASROC iniziò nei primi anni '50, in quanto, tra il 1952 e il 1954, la Naval Ordnance Test Station iniziò lo sviluppo dei nuovi lanciasiluri denominati RAT-A e RAT-B. Le prestazioni non furono però soddisfacenti per i comandi militari, tanto che nel 1955 venne creata una nuova versione RAT-C, che fu poi denominata ASROC.  Il lanciasiluri poteva lanciare sia ordigni dotati di testata nucleare sia siluri convenzionali. La Honeywell vinse il bando di produzione nel 1956 e nel 1960 vennero condotti i primi test a bordo di unità della United States Navy. Nel 1961 il sistema d'arma fu dichiarato operativo. Nel maggio del 1962 vennero eseguiti i primi test che impiegavano armamenti atomici. Nel 1963 l'ASROC venne denominato RUR-5A. In seguito, negli anni '80, vennero dati ai sistemi di lancio le nuove nomenclature di RUR-5B, RUR-5C e RUR-5D, per segnalare il diverso tipo di missili impiegati e i vari miglioramenti introdotti. Con l'esaurirsi della guerra fredda, i sistemi ASROC tarati per i lanci atomici vennero tutti dismessi per onorare i vari accordi sul disarmo nucleare.
A partire dagli anni '90 alcuni ASROC vennero aggiornati alla versione F. Dopo il 2000, la produzione dell'ASROC, che contava all'incirca un migliaio di unità, venne interrotta e i vari pezzi iniziarono a essere sostituiti con nuovi lanciatori.

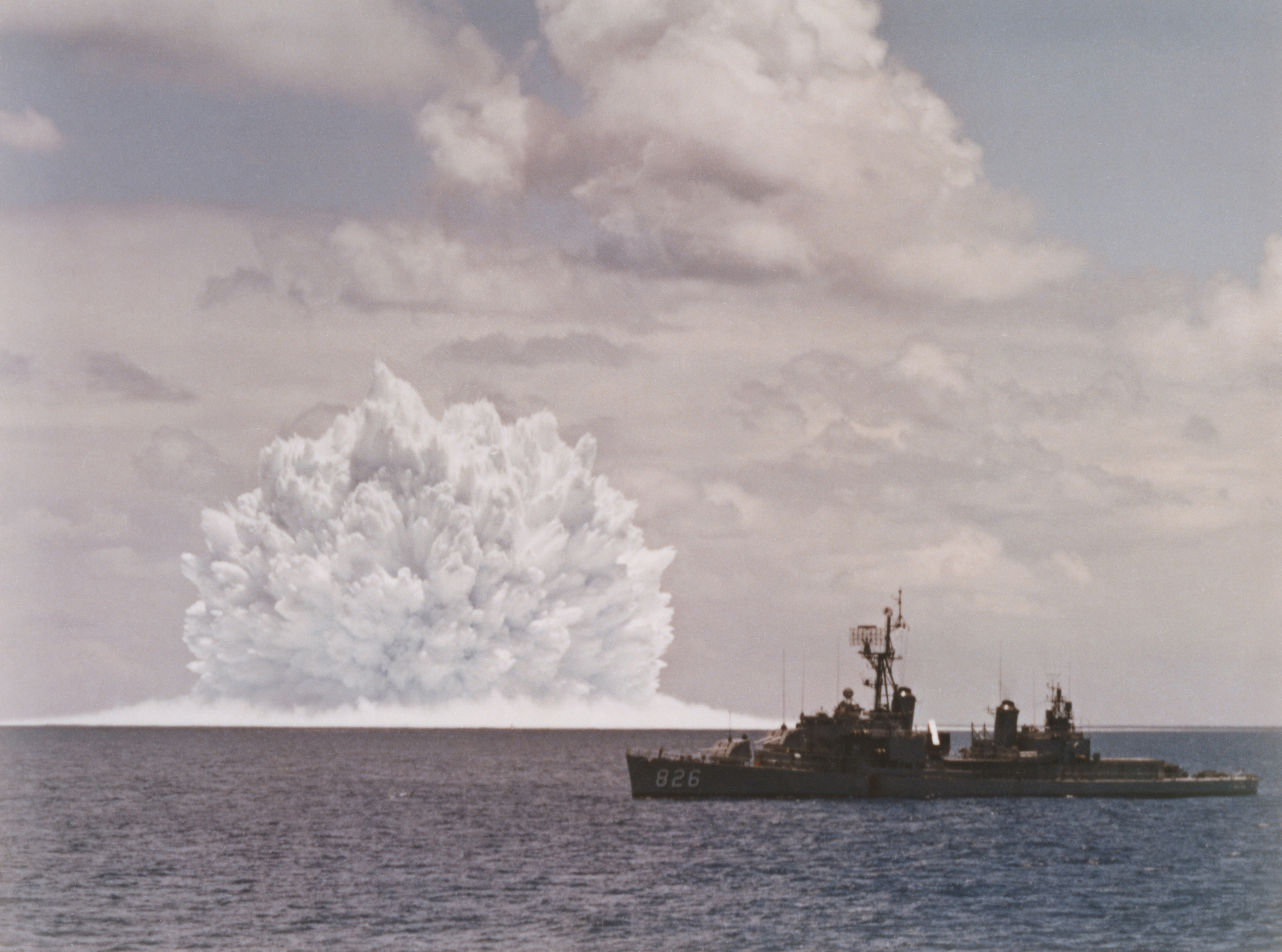
Il test nucleare dell'11 maggio 1962 con una carica W44 usata dal missile ASROC.

Durante il proprio servizio, l'ASROC, fatta esclusione per i test del 1962, non è mai stato impiegato per lanci atomici contro bersagli nemici.

## Caratteristiche tecniche
Il funzionamento dell'arma è abbastanza semplice, ed è il seguente: la nave che effettua il lancio può rivelare la presenza di eventuali bersagli nemici tramite un sonar, e dopo l'identificazione e il puntamento del bersaglio, il sistema di lancio dell'ASROC fa partire un missile con all'interno un siluro.

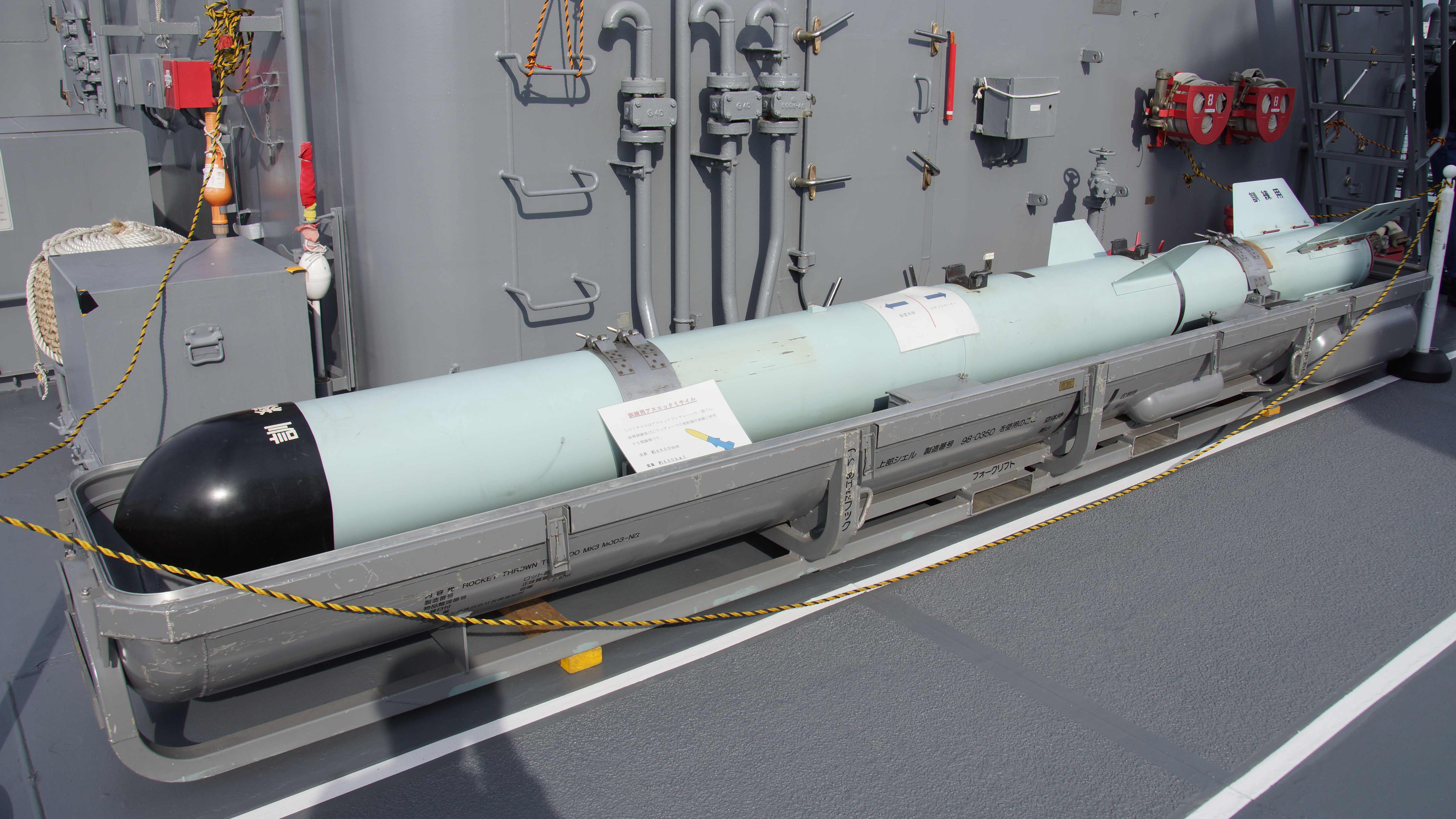
Il missile ASROC prima di essere caricato sul lanciatore.

Dopo lo spegnimento del propulsore del missile, il siluro viene distaccato e inizia la discesa verso l'acqua, con la successiva apertura di un paracadute che ha il compito di frenare e rallentare la caduta. Poi con l'ingresso in acqua, il siluro attiva il proprio propulsore e si dirige sul bersaglio guidato dal sonar. Nel caso di lancio di cariche di profondità, la nave che ha effettuato il lancio attiva un timer che predetermina il tempo di esplosione delle bombe di profondità.

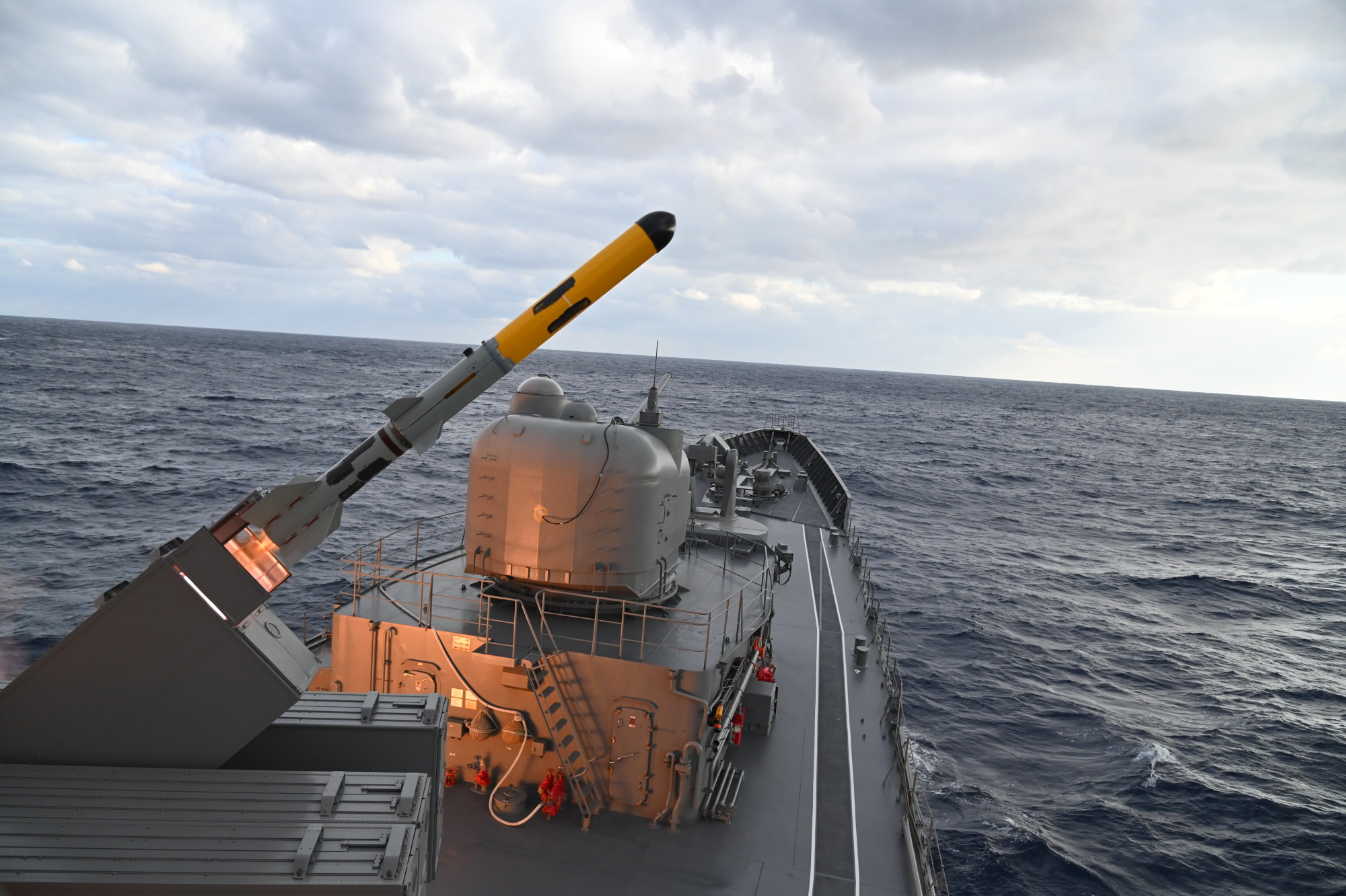
Il lancio del missile ASROC.

L'ASROC può essere equipaggiato con siluri Mk 44 (obsoleti e non più installati dal 1966) e Mk 46, oppure anche con cariche nucleari W44 (testate che però non sono più schierate e sono state ritirate dal 1989). Infine, bisogna ricordare che la Forza marittima di autodifesa giapponese ha impiegato l'ASROC montando anche i siluri di produzione nazionale Type 73.

## Operatori
- Kaijō Jieitai - Marina Giapponese
- Zhōnghuá Mínguó Hǎijūn - Marina Repubblica di Cina (Taiwan)

### Ex-operatori
- Armada de México
- Armada Española
- Daehanminguk Haegun - Marina Coreana
- Deutsche Marine (solo su cacciatorpediniere classe Lütjens)
- Kongthap Ruea Thai - Marina Reale Thailande
- Marina militare - (nave Vittorio Veneto utilizzando sistema di lancio Mk 10 (scorta totale di 60 missili, tra cui 40 RIM-2 Terrier/RIM-67A SM-1ER e 20 ASROC)
- Marinha do Brasil - Marina Brasiliana
- Pak Bahr'ya - Marina Pakistana
- Polemikó Nautikó - Marina Greca
- Royal Canadian Navy (solo su cacciatorpediniere classe Restigouche (post modifica IRE/DELEX.)
- Türk Deniz Kuvvetleri - Marina turca
- United States Navy e United States Coast Guard